# Double-Shot
| Recensione | Giudizio |
| ---------- | -------- |
| AllMusic   |          |

Double-Shot è un album a nome The Mariachi Brass! Featuring Chet Baker, pubblicato dall'etichetta discografica World Pacific Records nell'agosto del 1966.

## Tracce

### LP
Lato A
1. Dancing in the Street – 2:18 (musica: Rod McKuen)
2. Ring of Fire – 2:10 (June Carter, Merle Kilgore)
3. Yesterday's Gone – 2:29 (David Stuart, Wendy Kidd)
4. Danke Schoen – 2:12 (testo: Milt Gabler – musica: Bert Kaempfert)
5. The Blue Dove – 2:17 (Farlan I. Myer, Hal Levy)
6. Red Rubber Ball – 2:22 (Paul Simon)

Lato B
1. When You're Smiling – 1:50 (Mark Fisher, Joe Goodwin, Larry Shay)
2. Enamorado – 1:59 (Keith Colley, Paul Rubio)
3. Agua caliente (Arrangiamento di George Freeborn) – 2:30 (musica: Mike Miller)
4. Wheels – 2:05 (Jimmy Torres, Richard Stephens)
5. But Not Today – 2:37 (testo: Buddy Scott, Jimmy Radcliffe – musica: Bert Kaempfert)
6. Green Grass – 2:10 (Roger Greenaway, Roger Cook)

## Musicisti
- Chet Baker – flicorno
- "The Mariachi Brass"
- Sconosciuti – 2 trombe
- Sconosciuti – 2 tromboni
- Sconosciuti – 3 chitarre
- Sconosciuto – contrabbasso
- Sconosciuto – batteria
- Sconosciuti – 2 percussioni
- George Tipton – arrangiamenti

Note aggiuntive
- Richard Bock – produttore
- Bruce Botnick – ingegnere delle registrazioni
- Woody Woodward – art direction copertina album originale
- Peter Whorf – foto copertina album originale
- George Tipton – note retrocopertina album originale [2]